# Корнієнко Володимир Віталійович
Володимир Віталійович Корнієнко (Корней, нар. 17 серпня 1981, Донецьк, Українська РСР) — автор пісень, гітарист і аранжувальник.

## Життєпис
Володимир Корнієнко народився 1981 року в Донецьку. Здобув спеціальність перекладача в Донецькому інституті соціальної освіти, навчаючись з 1998 по 2003 роки.
На гітарі почав грати в 9 років. Починаючи з 1994 року, грав у багатьох місцевих групах. У 2000 році почав складати власні пісні.

### 2003—2006
У 2003-му на запрошення Земфіри Рамазанової, яка почула в Інтернеті його домашні демозаписи, Корней виїхав до Москви для роботи над сольним альбомом. Запис розпочався в серпні 2003 року в Тон-Студії Мосфільму. Для роботи над платівкою були залучені Олег Пунгін і Юрій Цалер, добре відомі по групі Мумий Тролль.
20 червня 2004 року на рок-фестивалі Максидром Корней вперше з'явився перед публікою в середині сета Земфіри, виконавши пісню «Как Воздух», яка до того моменту зайняла в чартах радіо Максимум четверте місце. Йому акомпанував той же склад, який грав весь сет: Пунгін, Цалер, клавішник Іван Фармаковський і Земфіра на акустичній гітарі.
27 червня на фестивалі Мегахаус відбувся дебют вже власного складу Корнея, до якого на той момент увійшли Андрій Гагауз (бас-гітара) і Олексій Гливинський (ударні).
Перший клубний виступ Корнея відбувся 30 листопада 2004 року в клубі 16 тонн в рамках премії «Золота Горгулья», яка щорічно проходить на День народження клубу.
15 грудня 2004 фірма BAZA Records випустила перший альбом Корнея «1» (відомий також як «Знак одиниця»).
Паралельно з роботою над сольним матеріалом, Корней гастролював у складі колективу Земфіри як бас-гітарист.
Використовуючи вікна в концертному графіку туру, у вересні 2005 року Корней записує в студії РГСУ свій другий реліз: максі-сингл «Любовь по радио». До нього увійшли пісні «Любовь по радио», «Любовь Пою» и «Сломать Сегодня Вечером». Платівка була видана обмеженим накладом без участі лейбла.

### Сесійна діяльність з 2006 року
Після закінчення туру «Вендета» Корней приймає пропозиції студійного і концертного співробітництва від декількох відомих російських колективів, а колектив Земфіри залишає. З ним починають концертне і студійне співробітництво групи Ундервуд і Чебоза, Найк Борзов і співачка Мара. Тоді ж Корней взяв участь у записі пісні групи Нічні Снайпери «Доктор» під псевдонімом Роберт Ф. як гітарист. Подальша студійна діяльність ознаменувалася такими записами, як альбоми групи Ундервуд «Опиум для народа» (2007) і «Все, кого ты так сильно любил» (2008), дебютна платівка гурту ZIMA (2008), і концертна платівка Мари «Unplugged».
14 вересня 2013 року відбувся останній концерт Корнея в постійному складі групи Ундервуд.
29 травня 2014 року відбувся перший виступ Корнея гітаристом в новому складі групи Найка Борзова.

### Сольна діяльність з 2006 року
Незважаючи на те, що настільки щільна зайнятість заважала Корнею записати повноцінний альбом, музикант продовжував публікувати демозаписи у себе на сайті і грати концерти з періодичністю близько одного разу на місяць. В ході цих концертів Корней іноді пробував нових музикантів, оскільки Денис Маринкін на той час грав у складі Земфіри, а Макс Шевченко, хоча іноді і брав участь в концертах, впритул зайнявся сольним проектом Joga і став успішним відеодизайнером. Барабанщиком на довго став Володимир Бусель, відомий по роботі з групами Я и Друг Мой Грузовик, Провода, Пелагея, Початок Століття та Ундервуд. Група часто виступає втрьох замість звичного квартету. В цілому, виступи Корнея на цей час мають досить спонтанний характер, хоча слухачі проте реагують тепло.
Зібравши з пісень, написаних в короткі проміжки між концертами, матеріал для другого альбому, восени 2008 року Корней приступив до його запис аби випустити його восени 2009 року.
25 вересня 2008 року, після довгої перерви, Корней дав концерт з оновленим складом. За ударні знову взявся Денис Маринкін. До складу групи були уведені клавішні — на них грав Дмитро Ємельянов (Демур), лідер групи InWhite і один з найперспективніших молодих клавишників Москви на той момент. На басу залишився Андрій Гагауз. Через деякий час, обговоривши подальші перспективи співпраці, Корней і Демур вирішили зайнятися кожен своїми проектами.
До початку 2010 року склад функціонував в форматі Power Trio: Корней, Маринкін, Гагауз.
4 березня відбувся перший концерт Корнея з новим барабанщиком Євгеном Борданом, відомим співпрацею з групами ZIMA, Юго, InWhite, Мара, Krugers та іншими.
3 червня 2010 року в Клубі 16 Тонн відбулася презентація синглу «Солнечный День».
10 грудня 2010 року в Клубі Марсель відбулася презентація альбому «Солнце на Поводке». 8 квітня 2011 року альбом був викладений у вільний доступ на сайті Корнея.
20 вересня 2013 року Корней виступив на фестивалі «Ізофон» у Донецьку з пятичастинною арт-роковоб сюїтою «Там», створеною спеціально для цієї події.
На початку 2017 року була випущена пісня "Я трогал любовь.

## Дискографія
- Альбом «Знак единица» (2004, BAZA records).
- Максі-сингл «Любовь по радио» (2005, Kornei Music, обмеженим тиражем).
- Сингл «Солнечный День» (2010, Kornei Music, обмеженим тиражем).
- Альбом «Солнце на поводке» (2010, Kornei Music, обмеженим тиражем).

## Сесійна дискографія
- ?? / ?? / 2001 Босяки, «Песни и Танцы Народов Донецка», виданий самостійно (електрогітара)
- ?? / ?? / 2002 Phantasmagory, «Anamorphosis Of Dreams», виданий самостійно (бас-гітара)
- ?? / ?? / 2002 Збірник, «Cookin 'Ingredients 4», Good Looking Records (гітара — 2: NEBO «Liquid Sky»)
- ?? / ?? / 2003 Босяки, «Хорошо Забытое Новое», виданий самостійно (бас-гітара)
- 01/03/2005 Земфіра, " Вендетта ", REAL Records (гітара, бас-гітара, VST-інструменти)
- ?? / ?? / 2005 Босяки, Concerto Am для БУП-32 (м) з Босяками, виданий самостійно (гітара — 6, домбра — 7)
- ?? / ?? / 2005 Joga, Sola, виданий самостійно (бас-гітара — 3, 4, 6, 7, 8; гітара — 4, 7, 12)
- 16/10/2006 Земфіра, «Live», Real Records (бас-гітара, гітара, бек-вокал)
- ?? / ?? / 2006 Катя Волкова & Bastart, «Белая Богиня», виданий самостійно (бас-гітара — 2, 3, 7, 8, 9, 11)
- ?? / ?? / 2007 Нічні Снайпери «Бонни и Клайд», Real Records (гітара — 6, під псевдонімом Роберт Ф.)
- 11/04/2007 Даша Велико, «Алмазы на завтрак», Almazno Records (гітара)
- 24/05/2007 Ундервуд, «Опиум для народа», Grand Records (бас-гітара, гітара, аранжування, бек-вокал, клавішні) 07/02/2008 Чебоза, «2008», Navigator Records (гітара, бек-вокал)
- 19/02/2008 ZIMA, «ZIMA», Navigator Records (бас-гітара, гітара, аранжування, VST-інструменти, бек-вокал)
- 11/03/2008 Чернусь, «Любидо», Снігурі Музика (бас-гітара — 3)
- 24/05/2008 Мара, «Unplugged», Мистерия Звука (аранжування, гітара, бас-гітара)
- 30/09/2008 Ундервуд, «Все, кого ты так сильно любил», Фірма Грамзапису Нікітін (гітара, бас-гітара, бек-вокал, клавішні)
- 05/02/2009 Даша Велико, «Искренность долгой зимы», Almazno Records (гітара, бас-гітара)
- 10/08/2009 Земфіра, Z-Sides (гітара — 4) 28/09/2009 Тетяна Зикіна «Ощущение Реальности», Real Records (бас-гітара — 4, 15) 22/08/2010 Чернусь «аццтой», виданий самостійно (бас-гітара, гітара, бек-вокал — 2, 5, 6, 7, 8, 11)
- 29/10/2010 Найк Борзов, «Изнуктри», Концерн «Група Союз» (гітара, бас-гітара)
- 30/10/2010 Ігор Буланов, «Неба Край», виданий самостійно (аранжування, гітара, бас-гітара)
- 09/12/2010 Варя Демидова, «12 отличий», Снігурі Музика (гітара, бас-гітара — 2, 3, 4, 6, 10, 11)
- 28/03/2011 Ундервуд, " Бабл-Гам ", Концерн «Група Союз» (гітара, бек-вокал)
- 24/04/2012 Mendream, «Танец Обещаний», виданий самостійно (бас-гітара, гітара)
- 20/05/2012 Х .. Забий, «Вскрытие Покажет», Попа Бегемота рекордз (бас-гітара, гітара — 2, 5, 8, 11, 12, 13, 19, 22, 25, 28, 33, 37)
- 28/06/2012 Земфіра, «Последняя сказка Риты» (саундтрек) (гітара — 7, 10; бас-гітара — 11)
- 14/10/2012 Олексій Глизін «Крылья Любви», Містерія Звуку (бас-гітара — 2, 3, 4, 8, 10, 11, 12, 13; гітара — 3, 10, 11, 12)
- 26/10/2012 Без-O-Beat, «Безобидные Игры», виданий самостійно (бас-гітара, гітара, аранжування)
- 30/11/2012 Роман Харланов, «В Дорогу», Містерія Звуку (бас-гітара, гітара, бек-вокал)
- 11/12/2012 Чернусь, «Бонусы», виданий самостійно (бас-гітара, гітара — 2, 3, 5, 9, 14)
- 14/02/2013 Земфіра, «Жить в твоей голове», Navigator Records (ритм-гітара — 7)
- 01/06/2013 Ундервуд, «Самая красивая девушка в мире», сингл, Концерн «Група Союз» (гітара, бек-вокал)
- 07/10/2013 Ундервуд, «Женщины и дети», Концерн «Група Союз» (гітара, бек-вокал) 12/11/2013 Старий Приятель, «Паринама», Концерн «Група Союз» (гітара, бас-гітара — 1, 3-10) 19/11/2013 Іван Марковський, «Хімія», (4 такту соло-гітари — 1)
- 28/03/2014 Х .. Забий, «Баба Рулит», Попа Бегемота рекордз, (гітара — 1, 2, 3, 5, 8, 10, 11, 16, 19, 26, 29)
- 28/03/2014 Х .. Забий, «Баба Рулит», Попа Бегемота рекордз, (гітара — 1, 2, 10, 12, 13, 14, 16, 20, 22, 24, 26, 27)
- 15/04/2014 Найк Борзов «Везде и Нигде», (бас-гітара; гітара)
- 09/07/2014 Діана Арбеніна «Мальчик На Шаре», Universal Music Group (гітара; бас-гітара — 8)
- 12/12/2014 Найк Борзов «Избранное» (акустична гітара — A1, A3, A4, A8, A12, B3, B5, B6, B9, B12, B13, B14; електрогітара — A3, A4, A5, A10, A13, B2, B8, B14; бас-гітара — A3, A4, A13, B2, B8, B14)
- 27/03/2015 Карміна «Ничего Лишнего» (аранжування, гітара, бас-гітара, VST, бек-вокал, клавішні)
- 12/05/2015 Повний Склад «Мимо Тренда» (гітара, бас-гітара, мандоліна)
- 25/07/2015 Ундервуд «Избранное» (гітара — 1, 3, 4, 6, 8, 9, 10, 13, 14, 15, 16, 18, 19; бас-гітара — 9, 10, 13, 15, 18, 19, 20)
- 03/09/2015 Ундервуд «Без Берегов» (бас-гітара — 3, 5, 7, 9, 11; соло-гітара — 3, 7)
- 01/12/2015 Найк Борзов «Молекула, Vol.1» (гітара, бас-гітара, бек-вокал) 07/12/2015 Муха «У мене в голове» (со-продакшн — 3, 4, 6, 12; гітара — 3-6, 8, 9, 12; бас-гітара — 3, 6)
- 05/02/2016 Віктор Віталій «Песни» (аранжування, бас-гітара, гітара, бек-вокал)
- 22/04/2016 Найк Борзов «Молекула», 2CD, Перше Музичне видавництво (гітара, бас-гітара, бек-вокал)
- 22/04/2016 Де моє літо «Итоги года», сингл (участь в аранжуванні)
- 14/08/2016 Павел Пламенев «Герой с тысячью лиц» (гітара — 2, 3, 6, 8; бас-гітара — 2, 6, 8)
- 20/10/2016 Катя Гордон «Sex and Drama», Перше Музичне Видавництво (участь в аранжуванні; бас-гітара, гітара — 2 — 8)
- 28/04/2017 Ігор Буланов «Разные истории» (бас-гітара, гітара, аранжування, бек-вокал)
- 04/11/2017 Бібліотека Станів «Лишние Сущности Спасают Миры», Meticulous Midgets, web-only (гітара, ефекти)
- 15/05/2018 Сапфірний Фенікс «Алхимия» (аранжування, гітара, бас-гітара, запис, зведення)
- 18/05/2018 Uma2rmaн feat. Павло Шевчук «Не нашого мира», МОНОЛІТ (гітара)
- 22/05/2018 Joga «Наизнанку» (гітара) (гітара — 1, 3; слайд-гітара — 2; ефекти — 4)
- 14/07/2018 Библиотека Состояний «Всея Святая Австралия», Meticulous Midgets, web-only (гітара) 01/08/2018 Ілля Іюніч «Илья Июнич» (бек-вокал — 1, 3; VST — 1, 3; аранжування, гітара, бас-гітара — 3)
- 30/09/2018 Павел Пламенев «Крадущая сны» (гітара — 3, 6, 7, 9, 11; бас — 3, 6, 11; бек-вокал — 2, 3, 4; оркестровка — 11)
- 14/01/2019 Библиотека Состояний «Искусственный интеллект», Meticulous Midgets, web-only (гітара, ефекти)
- 13/02/2019 Де моє літо «Уходя, гасите свет» (аранжування, гітара, бас-гітара, VST, бек-вокал)
- 19/04/2019 Дядя Сонечко «Цитаты» (аранжування, гітара, бас-гітара, VST, бек-вокал)

## Публікації
- Леопольд Покровский. (21.12.2004). Корней «Знак единица». InterMedia. Архів оригіналу за 22 лютого 2012. Процитовано 11 вересня 2011.
- Алексей Мажаев. (10.06.2011). Корней «Солнце на поводке». InterMedia. Архів оригіналу за 22 лютого 2012. Процитовано 11 вересня 2011.
- Интервью с Корнеем для журнала STUDIO 57 в Орле. Архів оригіналу за 30 листопада 2012.
- Павел Кантышев. (24.05.2011). Корней: "Я не рок'н'ролльщик. Я лирик". MuseCube. Архів оригіналу за 16 грудня 2012. Процитовано 15 грудня 2012.